# ZSU-23-4
El ZSU-23-4 «Shilka» (en ruso: ЗСУ-23-4 «Ши́лка») es un sistema antiaéreo de fabricación soviética, montado en un chasis blindado sobre orugas, basado en el tanque ligero soviético PT-76. Entró en servicio en 1965. Es tripulado por cuatro hombres y posee alta capacidad todo-terreno. Está pensado para destruir aeronaves de vuelo bajo, ya sea en vuelo estacionario o en movimiento a gran velocidad y bajo todas las condiciones climáticas.

## Equipamiento

### Armamento
El armamento del ZSU-23-4, apodado «Shilka» por el río del mismo nombre, consiste en un afuste AZP-23 Amur con cuatro cañones 2A7 de 23 mm montados en una torreta. El alcance efectivo es de 2.500 metros para objetivos volando a 1.500 metros de altura, y su alcance máximo es de 7.000 metros. La cadencia de tiro total está entre los 3.400 y 4.000 disparos por minuto; un promedio de 66 disparos por segundo. La carga de municiones a bordo es de 2.000 proyectiles explosivos y perforantes.
El ZSU-23-4 tiene muy buena cadencia de fuego y precisión, además de la capacidad de disparar diferentes tipos de proyectil desde cada uno de los cuatro cañones. En realidad, cada uno tiene su cinta de munición y se suele alternar un proyectil BZT (antiblidaje incendiario trazador) por cada tres OFZT (de alto poder explosivo fragmentación trazador). Se recomienda nunca disparar un cañón individualmente. La aparición del ZSU-23-4 Shilka causó cambios significativos en las tácticas de la OTAN referidas a la utilización de aeronaves a baja altura sobre campos de batalla.

### Sistemas de radar
Para buscar objetivos aéreos, el Shilka normalmente emplea un radar 1RL33 (nombre código de la OTAN: "Gun Dish") de ondas continuas en la Banda J, que puede detectar un objetivo típico a distancias de hasta 20 kilómetros. Bajo condiciones de contramedidas electrónicas u operando contra blancos que vuelen por debajo de los 50 m (donde el radar pierde eficiencia), el Shilka puede detectar y hacer el seguimiento del blanco mediante una cámara infrarroja.

### Empleo en misiones
La doctrina militar soviética indicaba la entrega de este vehículo a la dotación de fusileros motorizados en pelotones de a cuatro unidades, tanto para apoyar a un Regimiento de Fusileros Motorizado en conjunto con lanzadores antiaéreos de misiles guiados SA-6; como con equipos lanzadores de misiles antiaéreos de corto alcance SA-9 Gaskin. El sistema era muy vulnerable al fuego enemigo. Su blindaje es escaso y sus ruedas, orugas, radar y cañones podían ser fácilmente dañados. Las unidades Shilka se disponen normalmente detrás de la línea del frente, detrás de las fuerzas principales.

## Usuarios

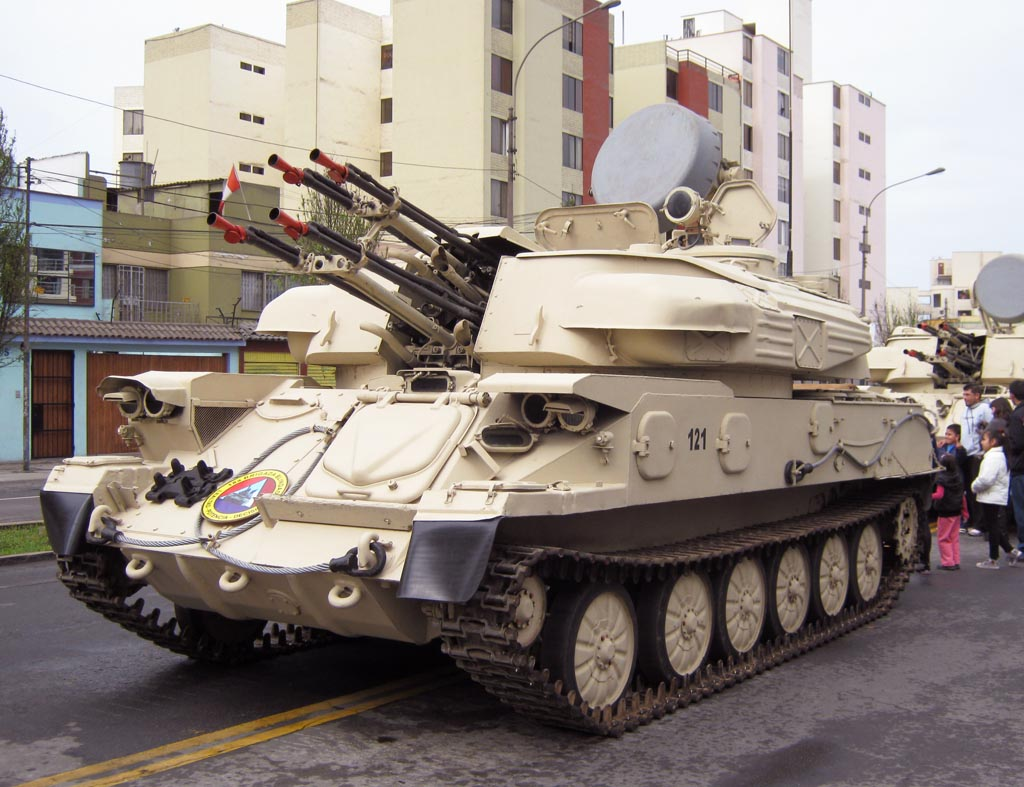
Shilka peruano durante un desfile militar.

Fue ampliamente utilizado por los países del Pacto de Varsovia, y se han fabricado algunos derivados del mismo, principalmente el 4M4 ucraniano y el 4M5 bielorruso.

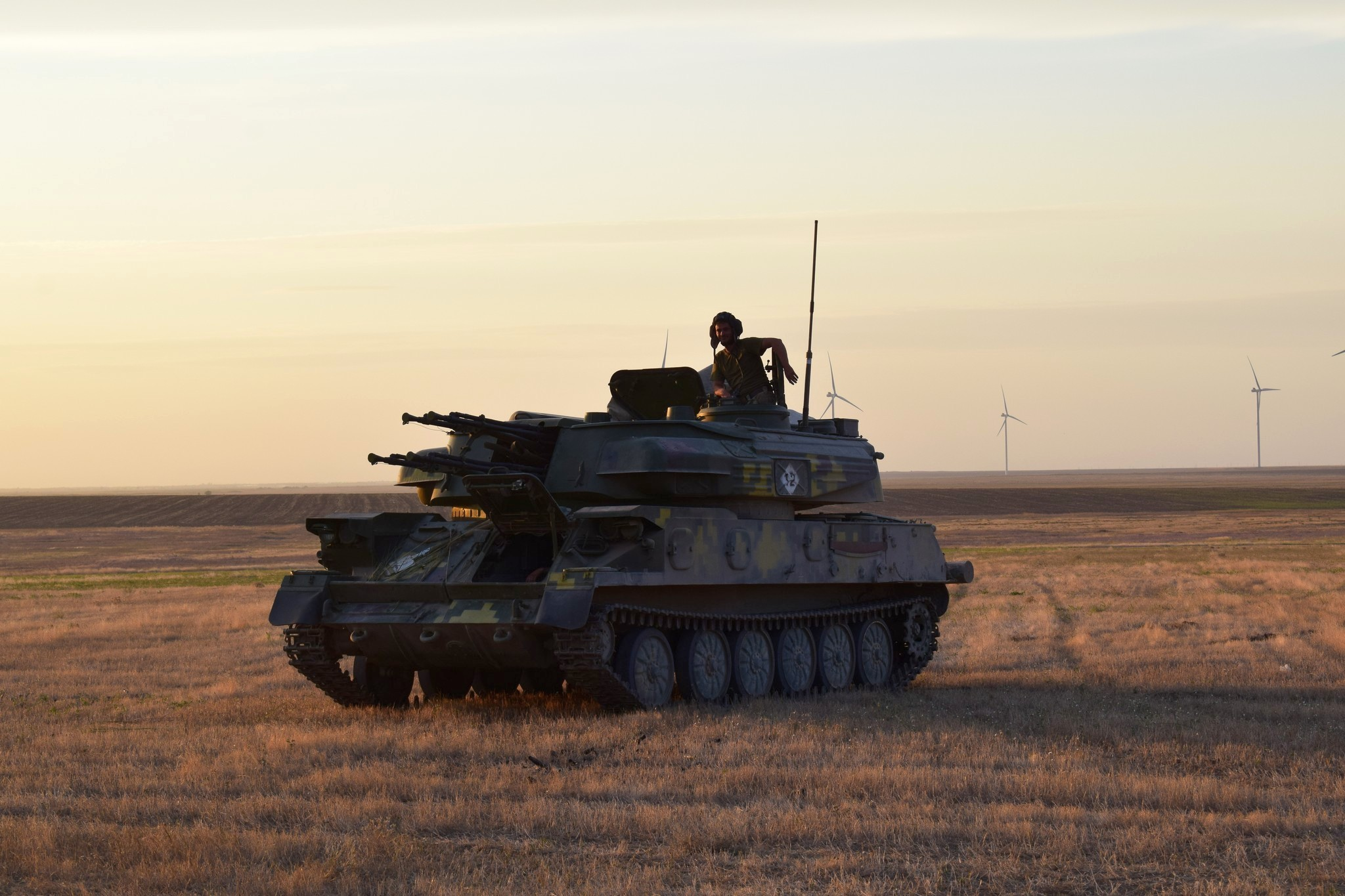
ZSU-23-4 Silva en la guerra de Ucrania

- Afganistán - 150
- Angola - 10
- Argelia - 310
- Corea del Norte - 50
- Cuba - 75
- Egipto - 350
- Hungría - 20
- India - 10
- Irán - 30
- Jordania - 16
- Mozambique - 5
- Nicaragua - 30
- Nigeria - 5
- Perú - 36
- Polonia - 44
- Siria - 300
- Vietnam - 10
- Yemen - 40

### Uso en Combate

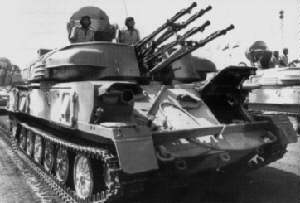
ZSU-23-4

Las unidades de Shilka entraron en combate en la Guerra de Desgaste entre Egipto y el Estado de Israel y en otros conflictos árabe-israelíes. Se empleó en la Operación Carlota de 1975 a 1989, tanto por las fuerzas cubanas como angoleñas con gran eficiencia derribando un Mirage F-1 de la Fuerza Aérea Sudafricana, la Guerra del Golfo Pérsico (1990) y posiblemente varios conflictos indopaquistaníes. Durante la guerra de Yom Kipur (1973), este sistema de armas se destacó particularmente contra la Fuerza Aérea Israelí. Durante la Guerra de Afganistán también se emplearon los Shilkas contra unidades terrestres en función de ametrallamiento. Actualmente también está siendo utilizado en combates de la guerra civil en Siria, por el ejército de Bashar Al Assad.
El Shilka, también está siendo utilizado en la guerra de Rusia contra Ucrania, con la finalidad de destruir drones y aparatos voladores de baja altura.

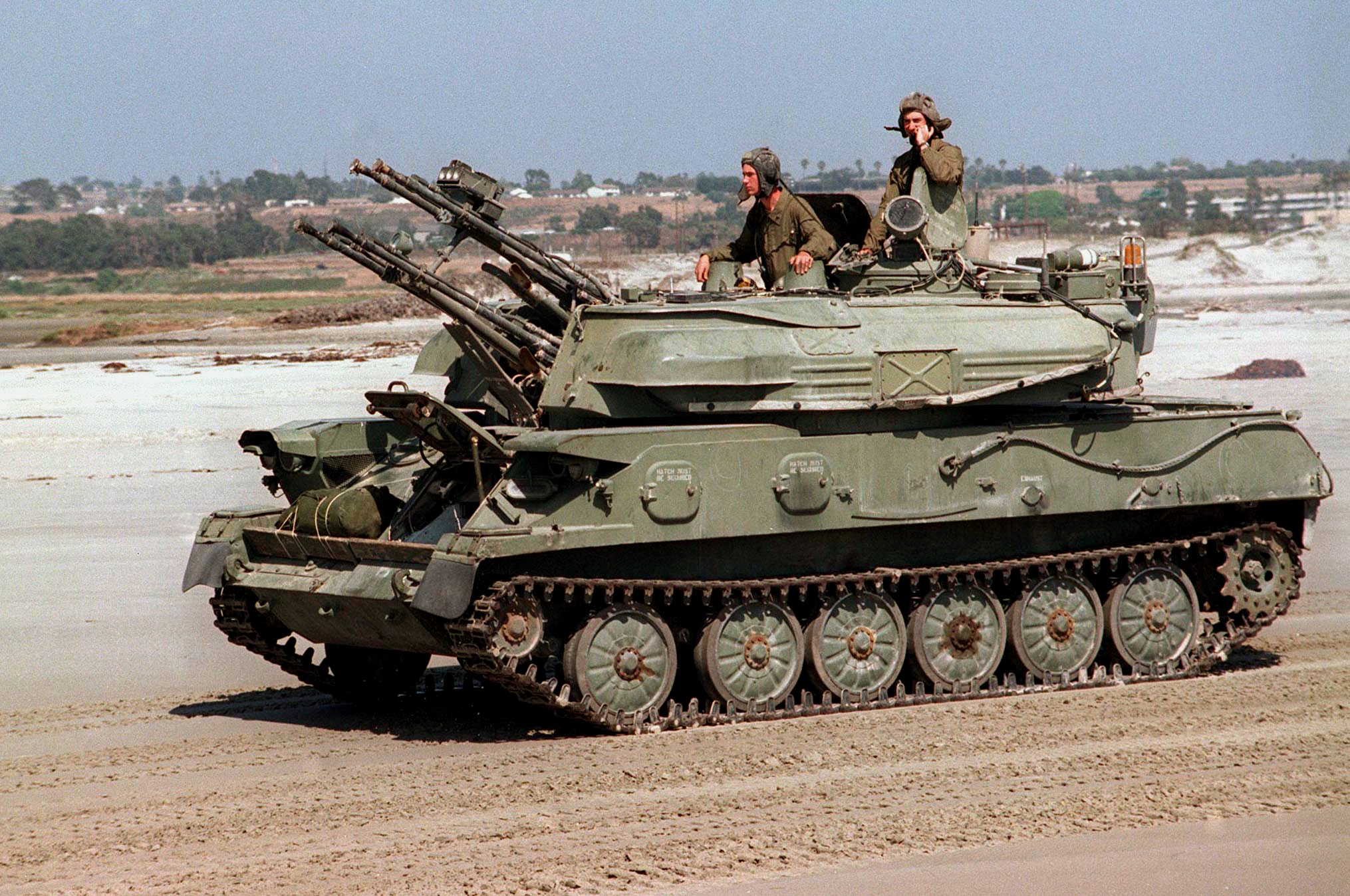
ZSU-23-4 utilizado por infantes de marina en un ejercicio

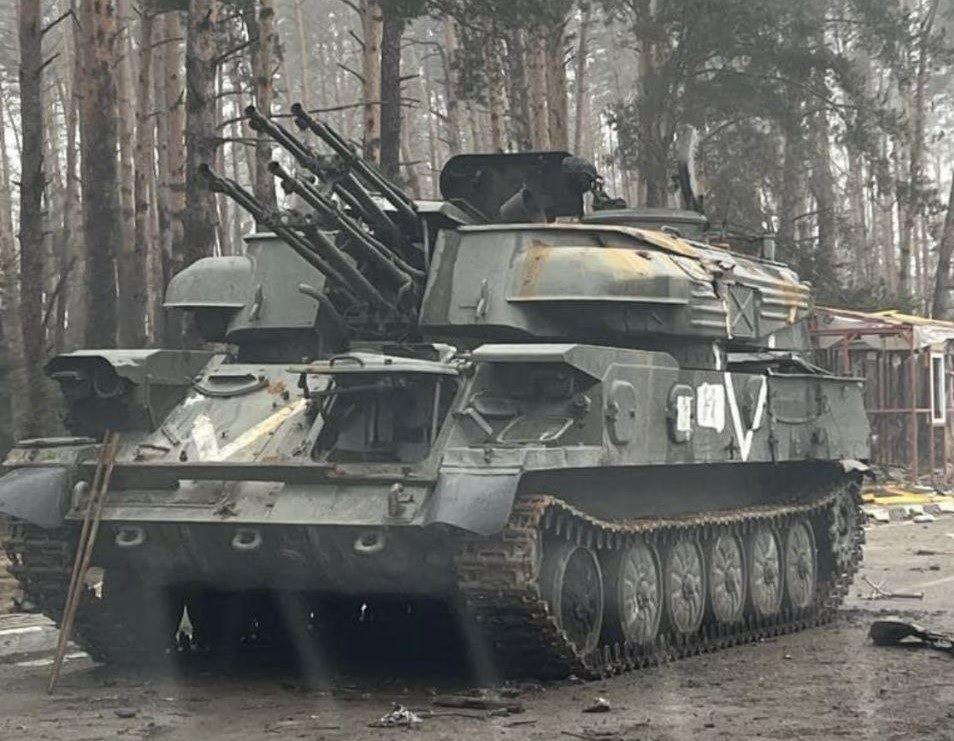
Shilka ruso

## Sistemas comparables
Flugabwehrkanonenpanzer Gepard

M247 Sergeant York